# 大沢氏
大沢氏（おおさわし）は、武家・華族・士族だった日本の氏族。藤原北家中御門流持明院家の庶流と伝わる遠江国堀江の豪族で今川氏を経て徳川氏に仕え、江戸時代には高家旗本として続き、維新後には石高偽装して堀江藩主となり一時的に華族に列するも偽装発覚後士族に降格させられた。

## 歴史

### 戦国時代以前
家伝では藤原北家中御門流庶流の公家持明院家の当主持明院基世の兄基長の末裔と称するが、事実関係は定かでない。
基長の子孫の基秀が貞治年間（1362年-1368年）に遠江国敷知郡堀江に移住して堀江城を築城し、その息子の基久の代に基秀の領地だった丹波国多紀郡大沢から大沢の姓を称するようになったと伝えられる。
戦国時代には今川氏に仕えていたが、基胤の代の永禄12年（1569年）に遠江に侵攻してきた徳川家康に降伏して服属。

### 江戸時代
基胤の子基宿は、堀江1550石を領する幕府旗本となり、慶長8年（1603年）には、徳川家康から将軍宣下にあたっての朝廷との式典作法の管掌を任された。これがきっかけで以降大沢家は朝幕関係の儀式典礼を家職として世襲するようになり、最初の高家旗本家となった。
基宿の子基重の代に2550石に加増される。基重の三男である基哲も徳川家綱に仕えて長崎奉行を勤め、2600石の一般旗本の大沢家の祖となっている。これ以外にも大沢家には分家の一般旗本家が複数あった。
また持明院基久が大坂夏の陣で豊臣方で参戦して戦死した後、基宿の次男基定が持明院家の養子に入っている。持明院家庶流という大沢家の家伝の事実関係は不明であるのに、江戸幕府の圧力によって持明院家に押し付けられたもので、そのせいで以降の持明院家は大沢家の事実上の分家と化した。
大沢基隆の代の宝永2年（1705年）に1000石の加増を受けて都合3550石を領し、以降明治維新までこの表高だった（幕末時の実高は5500石だったという）。

### 明治以降
明治元年（1868年）8月、朝臣に転じていた当時の当主大沢基寿（幕末時には従四位下侍従右京大夫の武家官位を持つ高家肝入だった）は、浜名湖の開墾予定地を開墾地と偽って都合1万6石になったとする諸侯昇格請願を政府に提出した。本家筋（事実上の分家筋）の持明院家からも大沢家の諸侯昇格請願が出されたことでこの請願は許可され、大沢家は堀江藩を立藩して諸侯に列することになり、明治2年（1869年）6月の版籍奉還で堀江藩知事になったのを経て、華族に列した。廃藩置県の際に定められた家禄は現米で227石。
その後、明治4年（1871年）7月の廃藩置県まで藩知事を務めた。しかし廃藩置県時の調査で浜名湖を開墾地と偽った石高偽装が発覚。大沢家は「浜名湖からは魚が取れる」と弁明したものの、認められず、基寿は士族降格・従四位下の位階褫奪のうえ1年の禁錮刑に処せられ、主だった家臣3人も1年半の禁固刑に処させられた（万石事件）。
明治17年（1884年）に施行された華族令で華族が五爵制になった際に定められた『叙爵内規』の前の案である『華族令』案や『叙爵規則』案では元高家は男爵に含まれており、大沢家も男爵家の候補として挙げられていたが、最終的な『叙爵内規』では元高家は対象外となったため結局大沢家は士族のままだった。

## 歴代当主
- 持明院基秀
- 大沢基久
- 大沢基武
- 大沢基利
- 大沢基影
- 大沢基輝
- 大沢基房
- 大沢基相
- 大沢基胤
- 大沢基宿
- 大沢基重
- 大沢基将
- 大沢基恒
- 大沢基隆
- 大沢基朝
- 大沢定寧
- 大沢基之
- 大沢基昭
- 大沢基暢
- 大沢基寿

## 基貫系高家大沢家
前述の通り、大沢基宿の次男持明院基定は、持明院基久の戦死後に持明院家に養子に入っており、その基定の長男持明院基時の庶子基貫は、江戸に下向して大沢と改姓して幕臣となり、1709年（宝永6年）に奥高家となった。上記の大沢家と別に600石の高家旗本家として明治維新まで続いた。維新後は士族。明治17年（1884年）に施行された華族令で華族が五爵制になった際に定められた『叙爵内規』の前の案である『華族令』案や『叙爵規則』案では元高家は男爵に含まれており、この大沢家も男爵家の候補として挙げられていたが、最終的な『叙爵内規』では元高家は対象外となったため結局同家は士族のままだった。